# Karshomyia caulicola
Karshomyia caulicola är en tvåvingeart som först beskrevs av Daniel William Coquillett 1895.  Karshomyia caulicola ingår i släktet Karshomyia och familjen gallmyggor.
Artens utbredningsområde är New Hampshire. Inga underarter finns listade i Catalogue of Life.